# 高科駅
高科駅（たかしなえき）は、岐阜県揖斐郡揖斐川町谷汲高科にある、樽見鉄道樽見線の駅である。駅番号はTR14。

## 歴史
谷汲村（現・揖斐川町）の請願駅で、建設費500万円は同村が負担した。
- 1989年（平成元年）3月25日：樽見鉄道樽見線神海駅 - 樽見駅間延伸時に開設[1]。

## 駅構造
単式ホーム1面1線を有する地上駅。
無人駅。駅舎は無いが、ログハウス風の待合所が設置されている。

## 駅周辺
樽見線に沿う根尾川が揖斐川町と本巣市の境となっており、右岸が揖斐川町、左岸が本巣市である。同線は木知原駅までは一貫して左岸を走るが、それ以北は根尾川を何度も渡るため、この辺りの駅所在地はばらばらである。当駅は神海駅を挟んで2つ隣の谷汲口駅と共に、同線でただ2つ揖斐川町にある駅となっている。
- 金坂峠
- 大茂山
- 姥坂
- 土岐頼芸墓
- 伊野一本杉：樹齢が1000年を超えると言う大木
- 国道157号

## 隣の駅
樽見鉄道
■樽見線
神海駅 (TR13) - 高科駅 (TR14) - 鍋原駅 (TR15)

## テレビ放送
- にっぽん縦断 こころ旅（NHK BS・BSプレミアム4K）2024年秋の旅「岐阜県」3日目（1255日目、旅人：照英[注釈 1]。BSP4K：2024年11月7日、BS：11月14日放送）にて高科駅を訪れ、ホームで手紙を朗読した。